# 毛福民
毛福民（1946年—），汉族，中华人民共和国官员、中央档案馆原馆长，第十一届全国政协委员。
加入中国共产党。2008年，当选第十一届全国政协委员，代表新闻出版界，分入第四十四组。并担任文史和学习委员会副主任。